# E-Detailing
E-Detailing ist eine internetgestützte Form des E-Learnings bzw. der Produktschulung, das von Pharmaunternehmen im Direktmarketing und zum Customer-Relationship-Management eingesetzt wird und die klassische Beratung durch den Pharmaberater ergänzt.
Ärzte können mittels E-Detailing multimediale Werbe-/Präsentationen über Medikamente, Fachinformationen und Wirkstoffe abrufen. Typische Inhalte des E-Detailings sind Wirkmechanismus (Pharmakodynamik), Pharmakokinetik und neuere Ergebnisse klinischer Studien, die für die beworbenen Markenprodukte sprechen.